# Gordon Michael Woolvett
Gordon Michael Woolvett est un acteur et scénariste canadien né le 12 juin 1970 à Hamilton (Canada).
Il est connu pour avoir interprété Seamus Zelazny Harper dans la série télévisée Andromeda.

## Filmographie

### comme acteur
- 1985 : Going to War : Teddy
- 1985 : Joshua Then and Now : Teddy Shapiro
- 1986 : 9B (en) (TV)
- 1986 : Air Waves (série télévisée) : Greg
- 1986 : Act of Vengeance (en) (TV) : Bobby
- 1988 : Learning the Ropes (en) (série télévisée) : Brad (1988-1989)
- 1989 : The Journey Home
- 1990 : Princes in Exile (en) : Louis
- 1990 : The World's Oldest Living Bridesmaid (TV) : Rodney
- 1991 : Video & Arcade Top 10 (série télévisée) : Host
- 1993 : X-Rated (TV) : Tony Foster
- 1993 : Bordertown Café (en) : Jimmy
- 1993 : Family Pictures (en) (TV) : Soletski
- 1995 : Canadian Bacon de Michael Moore : Male candy striper
- 1995 : Mysterious Island (en) (série télévisée) : Herbert Pencroft
- 1995 : Rude : Ricky
- 1996 : The Legend of Gator Face (en) : Chip
- 1996 : Gone in a Heartbeat (TV) : Paul
- 1997 : Peacekeepers (TV) : Pvt. Daryl Huddy
- 1997 : Promise the Moon (en) (TV) : Little Jay
- 1997 : Deepwater Black (série télévisée) : Reb Andersen
- 1997 : Elvis Meets Nixon (en) (TV) : Soldat
- 1998 : Shadow Builder (en) : Larry Eggers
- 1998 : Rendez-vous à la Maison-Blanche (My Date with the President's Daughter) (TV) : Clyde
- 1998 : Mind Games (TV) : Victim
- 1998 : Clutch : Spit
- 1998 : La Fiancée de Chucky (Bride of Chucky) : David 'Dave' Collins
- 1998 : Ice : Tempête de glace aux USA (Ice) (TV) : Soldier
- 1999 : Au-delà de l'obsession (Ultimate Deception) (TV) : Andy McThomas
- 2000 : The Seventh Portal (série télévisée) : Thunderer / Peter Littlecloud
- 2000 : The Highwayman : Walter
- 2000 à 2005 : Andromeda (série télévisée) : Seamus Zelazny Harper
- 2003 : Shattered City: The Halifax Explosion (en) (TV) : Sergent Sam Barlow
- 2008 : The Guard : Police maritime :  Barry Winter